# Остров мёртвых (фильм, 1992)
«Остров мёртвых» — монтажный фильм российского режиссёра Олега Ковалова, снятый по мотивам одноимённой картины швейцарского художника Арнольда Бёклина в 1992 году.
Аудиовизуальная основа картины — российские немые игровые ленты начала XX века, хроника из собрания Госфильмофонда, уникальные работы пионера кукольной мультипликации Владислава Старевича, музыка классических композиторов XVIII—XX веков.
Фильм посвящён памяти выдающейся актрисы русского немого кино Веры Холодной.
На фестивале «Кинотавр» (1993) картина получила Гран-при в конкурсе «Авторское кино».